# Frontière entre la république démocratique du Congo et le Rwanda

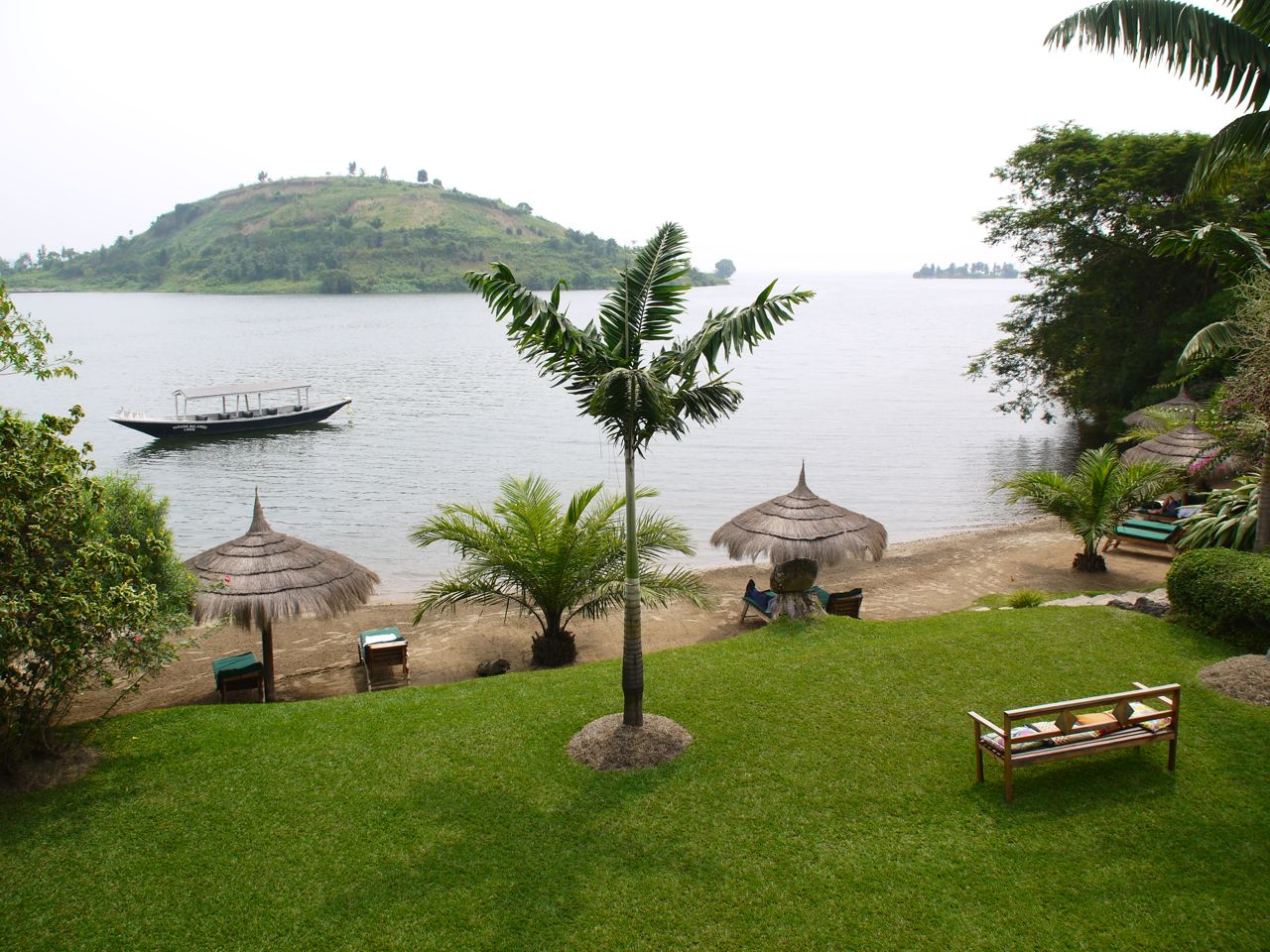
Le lac Kivu à la frontière entre le Rwanda et la RDC

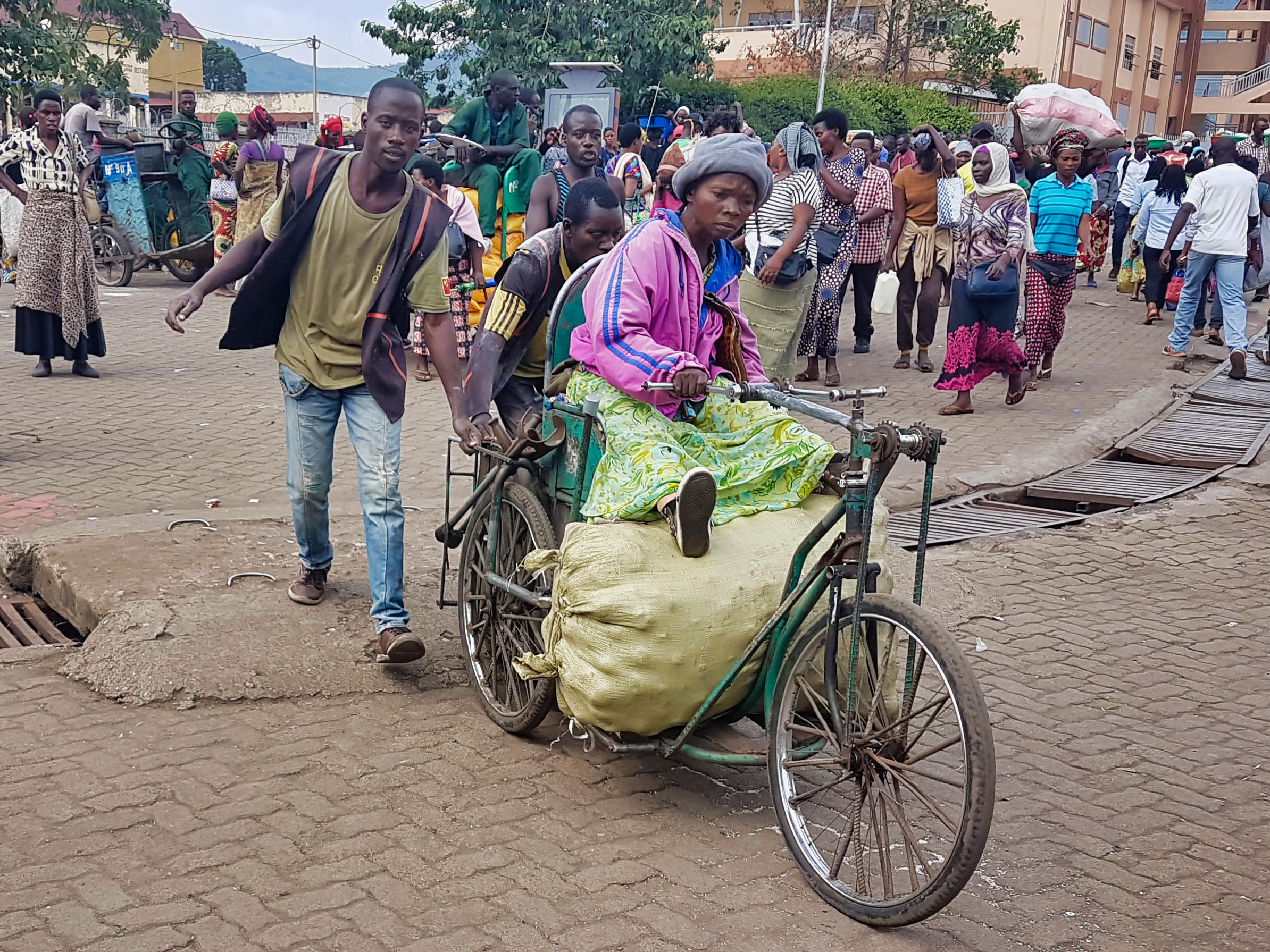
Commerçante handicapée de Gisenyi traversant la frontière pour vendre ses produits en RDC.

La frontière entre la république démocratique du Congo et le Rwanda est une  frontière terrestre, lacustre et fluviale séparant la république démocratique du Congo à l'ouest et le Rwanda à l'est.
La frontière, qui suit un trajet grossièrement nord-est/sud-est sur les 4/5e de son parcours,  débute au nord au tripoint avec l'Ouganda au pied du volcan Sabyinyo. Elle traverse les montagnes des Virunga, une chaine volcanique du Grand Rift, dont le volcan Karisimbi, son plus haut sommet à 4 507 m. La frontière passe juste à l'est de la ville de Goma puis traverse le lac Kivu dans toute sa longueur passant à l'est de l'île congolaise Idjwi puis entre les îles congolaise Ibinja et rwandaise Gombo. La frontière marque ensuite la limite orientale de la ville de Bukavu, suivant le cours du Ruzizi en direction sud-est, jusqu'à la confluence du Ruhwa, qui marque le tripoint frontalier avec le Burundi.